# Tadeusz Wąsowicz
Tadeusz Wąsowicz, ps. „Baca” (ur. 29 lipca 1906 w Limanowej, zm. 26 listopada 1952 w Krakowie) – polski harcmistrz, działacz społeczny.

## Życiorys
Był synem Michała i Anieli z domu Dąbrowskiej (1877-1948), bratem Józefa (1900-1964, kartograf), Stanisława (1901-1941, prawnik), Michała (1902-1970, oficer) i Zofii (1908-1980, polonistka). Kształcił się I Gimnazjum im. Jana Długosza w Nowym Sączu, na Uniwersytecie Jagiellońskim. Zaangażował się w harcerstwo, w 1928 mianowany na stopień podharcmistrza, w 1933 stopień harcmistrza.

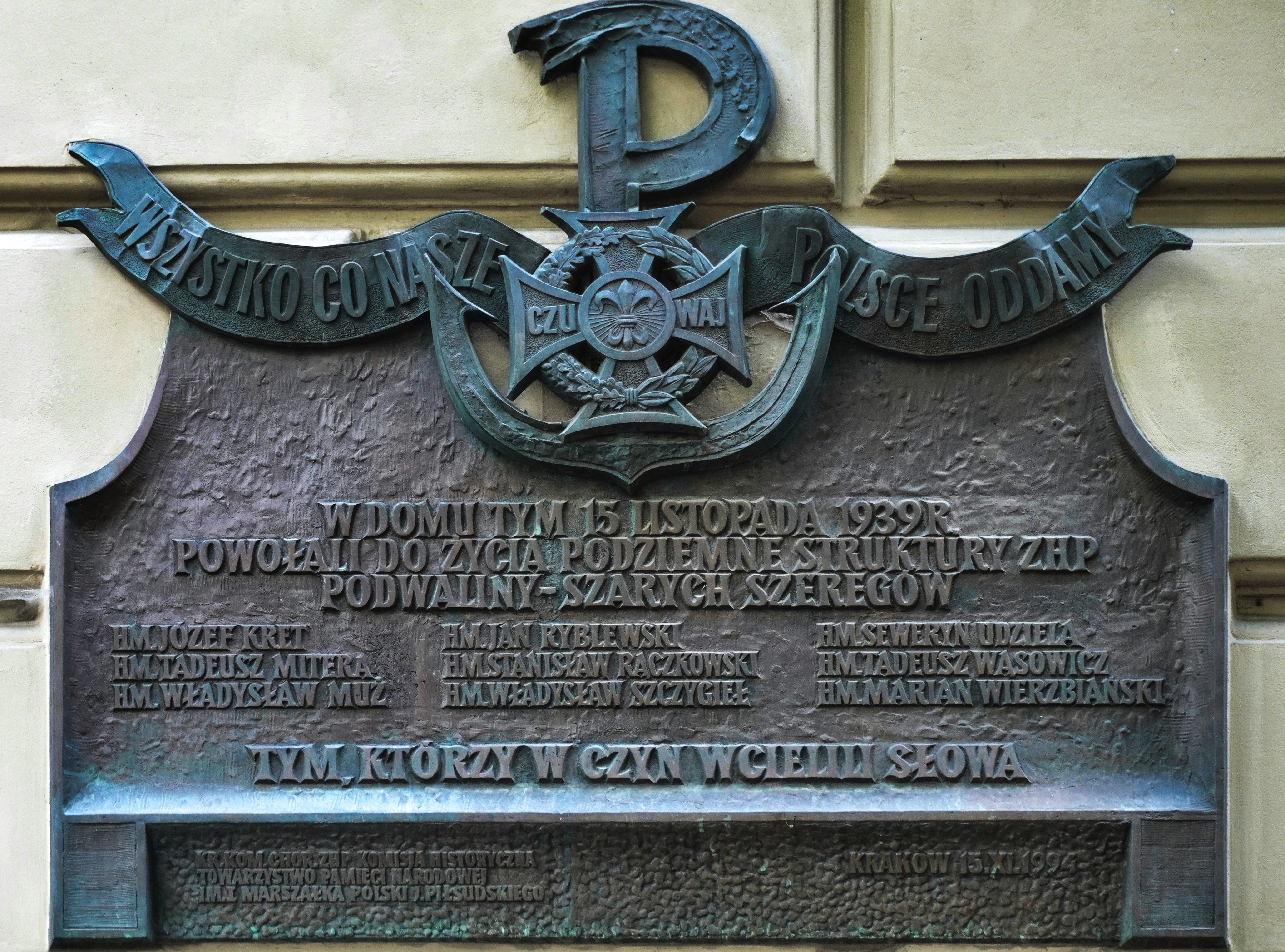
Tablica pamiątkowa przy ul. Szlak 21 w Krakowie

Jako podporucznik Wojska Polskiego brał udział w polskiej wojnie obronnej 1939. Po kapitulacji został członkiem Organizacji Orła Białego oraz Związku Walki Zbrojnej. Później mieszkał w Babicy prowadząc tajne nauczanie. W rejonie podkarpackim działał z ramienia Szarych Szeregów. 2 maja 1941 został aresztowany przez Niemców. Więziony w Rzeszowie, w więzieniu Montelupich w Krakowie, od 12 sierpnia 1941 w obozie Auschwitz-Birkenau, od 12 grudnia 1944 w Groß-Rosen, od 23 stycznia 1945 w Buchenwald (KL), po czym u kresu wojny 11 kwietnia 1945 odzyskał wolność.
Po powrocie do Polski pracował w Polskim Czerwonym Krzyżu. 27 kwietnia 1946 został dyrektorem Stałej Ochrony byłego Obozu Oświęcimskiego. Działał na rzecz organizowania byłych więźniów Auschwitz, upamiętnienia. Jako świadek zeznawał w procesie załogi Auschwitz-Birkenau oraz w tzw. pierwszym procesie oświęcimskim. Od lipca 1947 był dyrektorem Państwowego Muzeum Oświęcim-Brzezinka. Wyrażał przekonanie, że należy dążyć do zachowania obozu zgodnego z jego stanem faktycznym. 
Został pochowany na cmentarzu Rakowickim w Krakowie. Postanowieniem prezydenta Bolesława Bieruta z 27 listopada 1952 został odznaczony pośmiertnie Krzyżem Kawalerskim Orderu Odrodzenia Polski za zasługi w pracy zawodowej.
Na fasadzie zamieszkiwanego przez niego budynku przy ulicy Szlak 21 w Krakowie została odsłonięta tablica upamiętniająca w 1994.